# جون نوبيري
جون نوبيري (بالإنجليزية:  John Newberry or Newbery or Newberie)‏. رحالة، وتاجر بريطاني.

## الرحلات
لم نعرف شيئاً عن حياة جون نوبيري سوى انه مات في الهند وهو في طريق عودته إلى بلاده. كان جون نوبيري، تاجراً إنجليزياً مقيماً في لندن قام بثلاث رحلات كبرى في بداية الربع الأخير من القرن السادس عشر، بين 1579 و 1584.
- الرحلة الأولى إلى بلاد الشام وكانت في عام (1579)، جون نوبيري مواطن وتاجر من مدينة لندن، رغب في رؤية العالم، ووفق حسابات كنيسة إنجلترا بدأ رحلته بحراً من لندن، إلى فرنسا ومن مرسيليا إلى طرابلس في سوريا، ومنها إلى يافا، حتى وصل القدس، ثم زار البلدان المجاورة لها ثم عاد إلى بلاده.
- الرحلة الثانية وكانت رحلته هذه بين الأعوام (1580-1582) ورافقه فيها التاجر وليام باريت، زار خلالها عدة أماكن بلاد الشام، وعبر منها إلى بلاد ما بين النهرين، وهناك رحالة أجانب زاروا بغداد في العهد العثماني، ونوبيري واحداً منهم حيث زار بغداد في (17 أبريل/ نيسان 1581م)، حيث يذكر انه وصل بغداد في عهد الوالي حسن باشا (لم يكن والي بغداد في 1581 «حسن باشا» وانما كان «علي باشا» المعروف بلقب «الوند زاده علي باشا» حكم بغداد للفترة (1575-1595))،[2] وبعد ان ان وصفها ووصف قلعة بغداد غادرها في (24 أبريل/نيسان) متوجها إلى البصرة، وبعدها سافر إلى الخليج الفارسي، ومنه وصل إلى مملكة هرمز، ثم عاد إلى وسط بلاد فارس، وغادرها نحو القوقاز، ثم بعدها إتجه إلى أنطاليا، وزار أرضروم، والقسطنطينية حتى وصل إلى شرق أوروبا.
- الرحلة الثالثة فكانت بين الأعوام (1583-1584)، ذهب فيها إلى سلطنة مغول الهند في الهند، وقد سافر معه زميله اللندني رالف فيتش.

وقد توفي جون نوبيري في الهند في طريق عودته إلى بلاده.